# Konstant term
Inom matematiken är en konstant term en term i ett uttryck som är konstant. Exempelvis förekommer en konstant term i varje polynom, tag t ex
{\displaystyle 3x^{3}+x^{2}+7x+1=3x^{3}+x^{2}+7x+1x^{0}}
Den konstant termen är {\displaystyle 1}, den kommer för polynom av att faktorn ett multipliceras med nollpolynomet som är lika med ett. Notera att för polynom kan konstant termen vara lika med noll, då skriver man vanligtvis inte ut den men den finns alltid där.